# Sœur Letizia

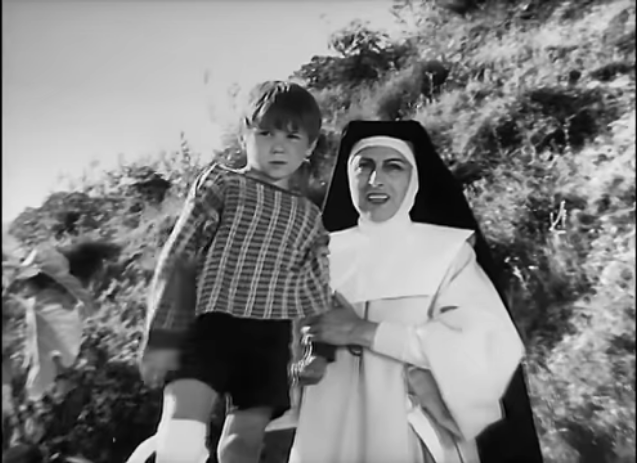
Sœur Letizia et Salvatore

Sœur Letizia (Suor Letizia) est un film italien de Mario Camerini sorti en 1956.

## Synopsis
Une religieuse romaine, Sœur Letizia, revient d'Afrique, où elle était en mission durant une vingtaine d'années. Elle est affectée dans un vieux couvent près de Naples. Là, elle recueille le petit orphelin Salvatore que sa mère vient d'abandonner. D'autres enfants suivent, l'école redémarre... et la vie aussi. En même temps, l'instinct maternel de Letizia s'éveille : elle s'attache à Salvatore. Il lui faudra pourtant y renoncer car, l'esprit et les devoirs de sa mission priment avant toute autre considération.

## Fiche technique
- Titre du film : Sœur Letizia
- Titre alternatif italien : Il più grande amore
- Titre alternatif français : La Dernière Tentation
- Réalisation : Mario Camerini
- Scénario : Leo Benvenuti, Piero De Bernardi, M. Camerini, Siro Angeli, Ennio De Concini, Ugo Guerra, Mario Guerra, Aldo Paladini, Vito Blasi, Amleto Micozzi, Virgilio Tosi
- Photographie : Gianni Di Venanzo
- Décors : Franco Lolli
- Costumes : Piero Tosi
- Son : Attilio Nicolai
- Musique : Angelo Francesco Lavagnino
- Montage : Giuliana Attenni
- Production : Sandro Pallavicini, Rizzoli Film
- Distribution : Columbia Ceiad
- Pays d'origine :  Italie
- Durée : 97 minutes
- Dates de sortie :
  - Festival de Venise : 2 septembre 1956
  - Italie (en salles) : 18 octobre 1956

## Distribution
- Anna Magnani : Suor Letizia
- Eleonora Rossi Drago : Assunta
- Antonio Cifariello : Peppino
- Piero Bocca : l'orphelin Salvatore
- Bianca Doria : Concetta
- Luisa Rossi

## Récompense
- Ruban d'argent 1957 de la meilleure actrice à Anna Magnani.